# UCI Nations’ Cup U23 2018
Der UCI Nations’ Cup U23 2018 ist die 12. Austragung des UCI Nations’ Cup U23, einer seit der Saison 2007 stattfindenden Serie der wichtigsten Rennen im Straßenradsport für Männer U23.

## Rennen
Nationencup-Rennen
| Datum                 | Rennen                           | Sieger           |
| --------------------- | -------------------------------- | ---------------- |
| 31. Januar–4. Februar | Tour de l’Espoir                 | Joseph Areruya   |
| 25. März              | Gent–Wevelgem / Kattekoers–Ieper | Žiga Jerman      |
| 7. April              | Flandern-Rundfahrt U23           | James Whelan     |
| 14. April             | ZLM Tour                         | Matteo Moschetti |
| 31. Mai–3. Juni       | Grand Prix Priessnitz spa        | Tadej Pogačar    |
| 17.–26. August        | Tour de l’Avenir                 | Tadej Pogačar    |

Internationale Meisterschaften
| Datum       | Rennen                                                               | Sieger          |
| ----------- | -------------------------------------------------------------------- | --------------- |
| 8. Februar  | Asiatische Meisterschaften im Straßenradsport – U23-Einzelzeitfahren | Shi Hang        |
| 10. Februar | Asiatische Meisterschaften im Straßenradsport – U23-Straßenrennen    | Masaki Yamamoto |
| 23. März    | OCC-Straßen-Ozeanienmeisterschaften – U23-Einzelzeitfahren           | Jake Marryatt   |
| 13. Juli    | UEC-Straßen-Europameisterschaften – U23-Einzelzeitfahren             | Edoardo Affini  |
| 15. Juli    | UEC-Straßen-Europameisterschaften – U23-Straßenrennen                | Marc Hirschi    |

## Gesamtwertung
| Position | Nation                 | Punkte |
| -------- | ---------------------- | ------ |
| 1        | Slowenien              | 105    |
| 2        | Frankreich             | 84     |
| 3        | Italien                | 76     |
| 4        | Schweiz                | 76     |
| 5        | Deutschland            | 52     |
| 6        | Dänemark               | 51     |
| 7        | Norwegen               | 43     |
| 8        | Vereinigtes Königreich | 41     |
| 9        | Spanien                | 39     |
| 10       | Belgien                | 38     |